# Scaptodrosophila lateralis
Scaptodrosophila lateralis är en tvåvingeart som först beskrevs av Walker 1860.  Scaptodrosophila lateralis ingår i släktet Scaptodrosophila och familjen daggflugor. Inga underarter finns listade i Catalogue of Life.